# Roche-Charles-la-Mayrand
Roche-Charles-la-Mayrand – miejscowość i gmina we Francji, w regionie Owernia-Rodan-Alpy, w departamencie Puy-de-Dôme.
Według danych na rok 1999 gminę zamieszkiwały 53 osoby. Wśród 1310 gmin Owernii Roche-Charles-la-Mayrand pod względem powierzchni plasuje się na miejscu 633.